# Fredrik Zanjanchi
Fredrik David Johansson Zanjanchi, född 6 februari 1996, är en svensk fotbollsspelare som spelar för Lindome GIF.

## Karriär
Zanjanchis moderklubb är Hisingsbacka FC. Han gjorde fyra mål på 12 matcher i Division 4 2014. Säsongen 2015 gjorde Zanjanchi tre mål på 10 matcher. Säsongen 2016 gjorde han 26 mål på 21 matcher då Hisingsbacka blev uppflyttade till Division 3. Säsongen 2017 blev Hisingsbacka återigen uppflyttade och Zanjanchi gjorde 19 mål på 22 matcher. Säsongen 2018 gjorde han 20 mål på 26 matcher i Division 2.
I november 2018 värvades Zanjanchi av Örgryte IS, där han skrev på ett tvåårskontrakt med option på ytterligare ett år. Zanjanchi gjorde sin Superettan-debut den 4 maj 2019 i en 2–1-förlust mot Mjällby AIF, där han blev inbytt i den 79:e minuten mot Joel Qwiberg. I augusti 2020 lånades Zanjanchi ut till FC Trollhättan på ett låneavtal över resten av säsongen. Efter säsongen 2020 valde Zanjanchi att lämna Örgryte IS.
I januari 2021 värvades Zanjanchi av Lindome GIF.